# 275 George Street
Le 275 George Street est un gratte-ciel de bureaux construit dans le Central Business District de Brisbane en Australie de  2007 à 2009. Sa hauteur est de 171 mètres (hauteur maximale comprenant l'antenne). Sans l'antenne la hauteur de l'immeuble est de 142 mètres.
Sa construction a coûté 300 millions de $.
Il a été conçu par l'agence australienne Crone.